# Bachpan Bachao Andolan
Bachpan Bachao Andolan (BBA, Engels: Save the Childhood Movement) is een Indiase niet-gouvernementele organisatie die probeert kinderarbeid uit te roeien. De organisatie is opgericht in 1980.

## Projecten
Op initiatief van de BBA zijn er meerdere projecten opgezet, waaronder de "South Asian Coalition on Child Servitude" (SACCS). Dit samenwerkingsverband van tientallen organisaties en ngo's werd opgezet in 1992. Het organiseerde onder meer de "Global March Against Child Labour", een evenement dat in 1998 veel publiciteit opleverde, onder meer in Nederland. Tegenwoordig is de Global March Against Child Labour de tak van BBA die voor publiciteit en fondsenwerving zorgt. Een ander bekend project is bijvoorbeeld het opzetten van de "Bal Mitra Gram", de kindvriendelijke dorpen. Hier kunnen bevrijde kinderen samen met hun ouders wonen en onder meer onderwijs volgen.

## Kritiek
Bachpan Bachao Andolan claimt op haar website ruim 77 duizend kinderen gered te hebben van kinderarbeid en slavernij. De effectiviteit van BBA en het aantal geredde kinderen worden echter in twijfel getrokken door onder meer de blog Updaid.